# Eulophinusia spenceri
Eulophinusia spenceri är en stekelart som först beskrevs av Girault 1913.  Eulophinusia spenceri ingår i släktet Eulophinusia och familjen finglanssteklar. Inga underarter finns listade i Catalogue of Life.